# SEAT Ibiza V
El SEAT Ibiza V es un automóvil de turismo del segmento B con carrocería hatchback del fabricante de automóviles español SEAT. Fue presentada el 31 de enero de 2017 en el Salón del Automóvil de Ginebra.
El SEAT Ibiza con el código interno 6F está desarrollado a partir de la nueva plataforma MQB A0, por lo que en esta generación ha ganado en anchura 87 mm y ha reducido su longitud en 2 mm, haciéndolo más compacto con respecto a la generación anterior; además, estrena el nuevo lenguaje de diseño de SEAT y apuesta por las nuevas tecnologías, como ya se vio en el SEAT Ateca. El maletero también es ligeramente más grande. Fue el primer vehículo del consorcio en utilizar la plataforma, antes que sus hermanos Volkswagen Polo VI, el Audi A1 GB y los Škoda Scala y Fabia IV.
Solamente se comercializa con la carrocería de 5 puertas, y se complementa con una carrocería en formato SUV llamada Arona. Además comparte su estilo con su hermano mayor en la oferta de SEAT, el León y con su compañero de plataforma, el Ateca.
Facelift
En 2021 se rediseña levemente el Ibiza, al menos el exterior recibe cambios mínimos, como logotipos, y el interior de los faros convencionales, mientras que el gran cambio lo recibe el interior con nuevo salpicadero, volante y elementos de instrumentación.

## Acabados
En principio cuenta con cuatro acabados: Reference, Style, Xcellence y FR.

### Ediciones especiales/limitadas
| 2018 | SEAT Ibiza Beats                       | Xcellence |
| Edición exclusiva puesta a la venta en 2018, en colaboración con la marca Beats : se caracteriza por el decorado y equipamiento específico; el exterior cuenta con la carrocería en gris oscuro ( junto a otros colores también disponibles ) , con detalles naranjas en los retrovisores y moldura de los antinieblas, y logotipo Beatsaudio en el portón trasero. El interior cuenta también con detalles en naranja como la moldura de la pantalla, bordados y tapicería exclusiva para esta versión. Además de contar con el retrovisor interior con las palabras en color naranja Pausa, Play y Stop, también cada uno de los pedales lleva también el símbolo Pausa en el embrague, Stop en el freno y Play en el acelerador, estriberas con el nombre de la edición, iluminación ambiental en blanco o naranja, cuadro digital ( Virtual Cockpit ) y el gran equipo de música Beats. |                                        |           |
| 2019 | SEAT Ibiza Carbón Edition              | FR        |
| Edición exclusiva presentada en 2019, bajo el acabado FR. Integra el kit aerodinámico de SEAT Sport y detalles en carbono. A esta edición en Francia se le denomina con el nombre SEAT Ibiza FR Sport Line. |                                        |           |
| 2019 | SEAT Ibiza Manrique                    | Style     |
| Edición que homenajea la antigua interpretación de la edición diseñada por César Manrique en 1987, y que se reeditado en 2015 con la generación anterior por Cabrera Medina, exclusiva para el mercado de las Islas Canarias, se vuelve a reeditar la versión en 2019 bajo la quinta generación para celebrar el centenario del nacimiento del artista. |                                        |           |
| 2024 | SEAT Ibiza Anniversary Limited Edition | FR        |
| Edición limitada únicamente comercializada en 2024, para celebrar el 40 aniversario del modelo bajo el acabado FR (es esto por lo que esta edición en realidad se denomina "FR 40ª Aniversario", aunque por temas de márquetin se ha optado por denominarlo "Anniversary Limited Edition"). De su exterior destaca (de la carta de colores) el exclusivo color Gris Graphene (solo disponible para esta edición), llantas de aleación de 46 cm (18") Performance Gris Cosmo, y el logotipo "Anniversary Limited Edition" grabado en la puerta, mientras que, en el interior, este logotipo se encuentra grabado con láser. Mientras que de su interior destacan los asientos tipo Bucket. Esta edición monta las motorizaciones 1.0 TSI o 1.5 EcoTSI. |                                        |           |

|                                       |
| Vista frontal de la versión FR (2021) |

|                                        |
| Vista interior de la versión FR (2017) |

|                                                 |
| Ibiza Xcellence (2017) en color Magenta Místico |

|                                          |
| Ibiza (2017) versión TGI (a gas natural) |

## CUPRA Ibiza
A partir de la quinta generación del Ibiza, SEAT ya no comercializa la versión SEAT Ibiza Cupra (ya que CUPRA en 2018 se convierte en la segunda marca de SEAT, enfocada a modelos más deportivos). Al presentar la nueva submarca CUPRA se presentó el Cupra Ibiza Concept, que anticipa como será el modelo de producción bajo la marca CUPRA en vez de SEAT, basado en el Ibiza V. En octubre de 2019, el CEO de SEAT, Luca de Meo confirmó que el proyecto del CUPRA Ibiza está cancelado, mencionando que:
“No pudimos encontrar la base técnica para hacer un contendiente verdaderamente serio. Pero más importante, para los volúmenes que vemos en el segmento, no encontramos un buen caso de negocio – para nada, debido a que este mercado de los hot hatch es muy específico a un par de países.”

## Seguridad
El SEAT Ibiza V Facelift realizó las pruebas de choque de la Euro NCAP en octubre de 2022, y consiguió una calificación total de 5 estrellas:
| Resultados de prueba Euro NCAP      | Resultados de prueba Euro NCAP | Resultados de prueba Euro NCAP |
| ----------------------------------- | ------------------------------ | ------------------------------ |
| SEAT Ibiza 1.0 Eco TSI 'Style', LHD |                                |                                |
| Prueba                              | Puntuación                     | %                              |
| General:                            | 5/5 estrellas                  | 5/5 estrellas                  |
| Ocupante adulto                     | 31.8                           | 83%                            |
| Ocupante infantil                   | 40.4                           | 82%                            |
| Peatón                              | 35.7                           | 66%                            |
| Asistencias de seguridad            | 11.3                           | 70%                            |

En el caso de la calificación del Latin NCAP, el Ibiza 6F se llevó a casa cinco estrellas para Protección Ocupante Adulto y cinco estrellas para Protección Ocupante Infantil en 2018 (protocolo obsoleto). El modelo probado estaba equipado con los 6 airbags que incorpora como equipamiento estándar. Según Latin NCAP, el SEAT Ibiza ofreció protección buena para adulto en impacto frontal y lateral, mientras que cumplió con los requerimientos en el impacto lateral de poste, protegiendo de forma completa la cabeza. Adicionalmente, el subcompacto obtuvo una calificación de justa a buena en protección para niños, tanto en impacto frontal como lateral. Cabe recordar que este modelo está equipado de forma estándar con control de estabilidad.

## Premios
En 2018 fue nombrado Coche del Año en España, y quedó en el segundo puesto como mejor Coche del Año en Europa.

## Motorizaciones
Actualmente las motorizaciones disponibles son: 1.0 TSI (95 y 115 CV) y 1.5 TSI (150 CV)
En mercados como el mexicano, las únicas motorizaciones son un motor atmosférico de 1.6 L de 110 hp y 114 lb-pie y el 1.0 TSI (de 110 hp y 148 lb-pie de torque) está reservado para la versión FR como opcional.